# Jeziorka (gromada)
Jeziórko (alt. Jeziórko, Jeziorko) – dawna gromada, czyli najmniejsza jednostka podziału terytorialnego Polskiej Rzeczypospolitej Ludowej w latach 1954–1972.
Gromady, z gromadzkimi radami narodowymi (GRN) jako organami władzy najniższego stopnia na wsi, funkcjonowały od reformy reorganizującej administrację wiejską przeprowadzonej jesienią 1954 do momentu ich zniesienia z dniem 1 stycznia 1973, tym samym wypierając organizację gminną w latach 1954–1972.
Gromadę Jeziorka z siedzibą GRN w Jeziorce (w obecnym brzmieniu Jeziórko) utworzono – jako jedną z 8759 gromad na obszarze Polski – w powiecie tarnobrzeskim w woj. rzeszowskim na mocy uchwały nr 34/54 WRN w Rzeszowie z dnia 5 października 1954. W skład jednostki wszedł obszar dotychczasowej gromady Jeziorka ze zniesionej gminy Grębów oraz obszar dotychczasowej gromady Żupawa ze zniesionej gminy Tarnobrzeg w tymże powiecie. Dla gromady ustalono 18 członków gromadzkiej rady narodowej.
30 czerwca 1960 gromadę Jeziorko zniesiono, włączając jej obszar do gromad Grębów (wieś Jeziorko) i Mokrzyszów (wieś Żupawa) w tymże powiecie.